# 稲名嘉男
稲名 嘉男（いなな よしお、1931年（昭和6年）6月14日 - 2014年（平成26年）10月24日）は、昭和から平成時代の政治家。実業家。静岡県清水市長。

## 経歴
清水市出身。1952年（昭和27年）法政大学経済学部卒業。1960年（昭和35年）稲名製材社長となる。
1963年（昭和38年）4月、静岡県議会議員に初当選後、1974年（昭和49年）7月から1975年（昭和50年）5月まで同副議長、同年9月から1976年（昭和51年）6月まで同議長。その後、1977年（昭和52年）8月から1985年（昭和60年）8月まで清水市長を2期務めた。ほか、自由民主党静岡県連副会長を歴任した。
2014年（平成26年）10月24日、心不全により死去した。

## 栄典
勲章等
- 1960年（昭和35年） - 紺綬褒章[1]